# Perú en los Juegos Olímpicos de Moscú 1980
Perú estuvo representado en los Juegos Olímpicos de Moscú 1980 por un total de 28 deportistas, 14 hombres y 14 mujeres, que compitieron en 5 deportes.
El equipo olímpico peruano no obtuvo ninguna medalla en estos Juegos.